# شکاف تصویر
شکاف تصویر (به انگلیسی: Split Image) (همچنین با نام اسیر نیز شناخته می شود) یک فیلم سینمایی در ژانر درام کانادایی محصول سال ۱۹۸۲ میلادی به کارگردانی تد کاچف و با بازیگران اصلی این فیلم مایکل اوکیف ، کارن آلن ، پیتر فوندا ، جیمز وودز ، الیزابت اشلی ، برایان دنهی و رونی اسکپنر است .
داستان این فیلم یک ورزشکار کالج آمریکایی را روایت می کند که در یک فرقه شرکت میکند. و تلاش خانواده اش برای آوردن وی به خانه.